# Нанностомус Бекфорда
Нанносто́мус Бе́кфорда (лат. Nannostomus beckfordi) — вид лучепёрых рыб рода Нанностомус (Nannostomus) семейства лебиасиновых (Lebiasinidae).

## Описание
Самцы имеют более погонистое тело, чем самки, и маленькие белые пятна по бокам тела. Окраска меняется в зависимости от освещения: днём видны широкие продольные полосы, а вечером проявляются тонкие вертикальные полоски.

## Аквариумистика
Нанностомусы весьма популярны у аквариумистов благодаря простоте их содержания и уживчивости. Температура содержания: +23…+24 °С. Число рыб на аквариум: 2. Нанностомус Бекфорда отличается робким характером, и крупные рыбы могут её напугать. Предпочитает мелкий живой корм или замороженный, но принимает и искусственный.